# Província de Tarragona
La província o demarcació de Tarragona és una divisió administrativa espanyola amb capital a Tarragona que aglutina 181 municipis del sud de Catalunya, amb una població total de 804.664 habitants (2019). El govern provincial és la Diputació de Tarragona.

## Història
Durant les discussions de divisió provincial, Tarragona, Reus i Tortosa van pugnar per la capitalitat de la província.
La candidatura de Tortosa (que havia estat capital històrica de vegueria, de corregiment i cap de districte del Departament de les Boques de l'Ebre amb la divisió feta pels francesos) no va rebre suport. Diversos municipis de la Terra Alta i del Baix Ebre (Xerta, Benifallet i Tivenys) preferien Reus per la seva atracció comercial. Això va decantar el suport de l'àrea de Tortosa cap a Tarragona per la facilitat de comunicacions marítimo-fluvials.
A principis del segle XIX, Reus era la segona ciutat del país. En la primera divisió napoleònica del 1810 s'havia assignat la capital a Reus. Va rebre el suport del Baix Camp, el Priorat i l'Alt Penedès.
Tarragona tenia el suport del Tarragonès i l'Alt Camp, a més de la Diputació de Catalunya que l'assignava com a capital en les tres propostes de districtes subalterns. Tarragona avalava les propostes d'estendre la província cap a la plana de Lleida. La pugna territorial entre Tarragona i Lleida va acabar afavorint la capitalitat de les dues.
La idea de convertir a Tortosa en «la cinquena província» es va revifar durant el franquisme. Si bé no va prosperar cap mena de modificació existeix una clara diferenciació territorial entre les Terres de l'Ebre i el Camp de Tarragona. La Generalitat de Catalunya ha reconegut aquesta realitat en l'estructura territorial dels seus departaments doncs el Decret 79/2001 de 6 de març de creació de la Delegació Territorial del Govern a les Terres de l'Ebre estableix que l'abast territorial de la delegació serà el de les comarques del Baix Ebre, Montsià, Terra Alta i Ribera d'Ebre.

## Territori
| Els municipis amb més de 10.000 habitants, amb dades del 2019: \| Posició \| Municipi \| Comarca \| Població \| \| ------- \| ------------------ \| ------------ \| -------- \| \| 1 \| Tarragona \| Tarragonès \| 134.515 \| \| 2 \| Reus \| Baix Camp \| 104.373 \| \| 3 \| El Vendrell \| Baix Penedès \| 37.606 \| \| 4 \| Cambrils \| Baix Camp \| 33.898 \| \| 5 \| Tortosa \| Baix Ebre \| 33.372 \| \| 6 \| Salou \| Tarragonès \| 27.476 \| \| 7 \| Calafell \| Baix Penedès \| 26.538 \| \| 8 \| Valls \| Alt Camp \| 24.359 \| \| 9 \| Vila-seca \| Tarragonès \| 22.187 \| \| 10 \| Amposta \| Montsià \| 20.738 \| \| 11 \| Torredembarra \| Tarragonès \| 16.184 \| \| 12 \| la Ràpita \| Montsià \| 14.789 \| \| 13 \| Cunit \| Baix Penedès \| 12.952 \| \| 14 \| Mont-roig del Camp \| Baix Camp \| 12.136 \| \| 15 \| Deltebre \| Baix Ebre \| 11.482 \| | Està composta per les 10 comarques següents: - l'Alt Camp - el Baix Camp - el Baix Ebre - el Baix Penedès - la Conca de Barberà - la Ribera d'Ebre - el Montsià - el Priorat - el Tarragonès - la Terra Alta |              |          |
| Posició | Municipi | Comarca      | Població |
| 1 | Tarragona | Tarragonès   | 134.515  |
| 2 | Reus | Baix Camp    | 104.373  |
| 3 | El Vendrell | Baix Penedès | 37.606   |
| 4 | Cambrils | Baix Camp    | 33.898   |
| 5 | Tortosa | Baix Ebre    | 33.372   |
| 6 | Salou | Tarragonès   | 27.476   |
| 7 | Calafell | Baix Penedès | 26.538   |
| 8 | Valls | Alt Camp     | 24.359   |
| 9 | Vila-seca | Tarragonès   | 22.187   |
| 10 | Amposta | Montsià      | 20.738   |
| 11 | Torredembarra | Tarragonès   | 16.184   |
| 12 | la Ràpita | Montsià      | 14.789   |
| 13 | Cunit | Baix Penedès | 12.952   |
| 14 | Mont-roig del Camp | Baix Camp    | 12.136   |
| 15 | Deltebre | Baix Ebre    | 11.482   |

### Partits judicials

Partits judicials de Tarragona.

La província de Tarragona està dividida administrativament en 8 partits judicials.
|   | Partit Judicial | Nombre mun. | Població (hab) [2009] | Superfície (km²) | Densitat (hab/km²) |
| - | --------------- | ----------- | --------------------- | ---------------- | ------------------ |
| 1 | Vendrell, el    | 25          | 135.336               | 486,3            | 278,3              |
| 2 | Reus            | 28          | 189.226               | 697,4            | 271,3              |
| 3 | Amposta         | 12          | 72.189                | 737,9            | 97,8               |
| 4 | Valls           | 43          | 66.740                | 1.102,5          | 60,5               |
| 5 | Gandesa         | 18          | 24.331                | 983,5            | 24,7               |
| 6 | Tarragona       | 12          | 211.115               | 212,7            | 992,5              |
| 7 | Tortosa         | 14          | 81.724                | 999,5            | 91,8               |
| 8 | Falset          | 31          | 22.640                | 1.083,2          | 20,9               |
|   | Tarragona       | 183         | 803.301               | 6.302,9          | 127,4              |

## Demografia
| 1497 f | 1515 f | 1553 f | 1717   | 1787    | 1857    | 1877    | 1887    | 1900    | 1910    |
| ------ | ------ | ------ | ------ | ------- | ------- | ------- | ------- | ------- | ------- |
| 9.669  | 11.355 | 13.368 | 66.011 | 137.385 | 320.603 | 330.105 | 348.579 | 337.964 | 338.485 |

| 1920    | 1930    | 1940    | 1950    | 1960    | 1970    | 1981    | 1990    | 1992    | 1994    |
| ------- | ------- | ------- | ------- | ------- | ------- | ------- | ------- | ------- | ------- |
| 355.148 | 350.668 | 339.299 | 356.811 | 362.679 | 431.961 | 516.078 | 548.890 | 549.417 | 549.417 |

| 1996    | 1998    | 2000    | 2002    | 2004    | 2006    | 2008    | 2010    | 2012    | 2014    |
| ------- | ------- | ------- | ------- | ------- | ------- | ------- | ------- | ------- | ------- |
| 574.676 | 580.245 | 598.533 | 631.156 | 674.144 | 730.466 | 788.895 | 805.789 | 806.674 | 796.584 |

| 2016    | 2018    | 2020    | 2022 | 2024    | 2026 | 2028 | 2030 | 2032 | 2034 |
| ------- | ------- | ------- | ---- | ------- | ---- | ---- | ---- | ---- | ---- |
| 791.248 | 797.128 | 814.300 | -    | 861.531 | -    | -    | -    | -    | -    |

Les dades anteriors, són la suma dels municipis actuals.